# Castell de Rocafort de Queralt
|  | Per a altres significats, vegeu «Castell de Rocafort». |

El Castell de Rocafort de Queralt és un antic castell de Rocafort de Queralt (Conca de Barberà) que ha estat reedificat el 1964. Està declarat com a bé cultural d'interès nacional en la categoria de monument històric.

## Descripció
Sobre el solar de l'antic castell s'ha bastit un edifici casteller modern, inaugurat el 1964, amb pedres procedents del poble abandonat de Torlanda, en el municipi de Conesa on hi havia un altre castell. S'han construït dues torres rematades amb merlets i un mur que tanca el recinte.
De l'antiga muralla que tancava tot el poble es conserven dos portals. Un d'ells, anomenat de Sarral o del Bonet, es troba al carrer Llibertat; és d'arc de mig punt adovellat i a sobre hi ha les restes d'un matacà. L'altre, dit de Conesa o del Groc, es troba al carrer de la Font; és d'arc rebaixat.

## Història
La primera referència segura que es té del lloc de Rocafort és del 1076, quan els comtes Ramon Berenguer II i Berenguer Ramon II donaren a Bofill Oliba el lloc d'Anguera i entre les afrontacions del terme s'esmenta ipso molar de ipsa Rocha (els molins de la Roca).
La primera menció al castell és del 1178 perquè apareix com un dels límits del castell de Torlanda en una donació que es va fer al rei Alfons I. L'any 1193, Berenguer de Clariana fa testament i diu que els drets sobre aquest i altres castells li van pervindre del seu besavi, Guerau Guitard i ells els deixà als seus fills Berenguer i Bernat. Al segle xiii era propietat de la família Queralt. El castell de Rocafort va ser el centre de la baronia de Rocafort la qual al segle xv passà als Centelles, comtes d'Oliva. Al segle xvi la castlania fou venuda a Joan d'Armengol que s'intitulà senyor de la baronia de Rocafort. Al segle xix passà als Peguera, marquesos de Foix, fins a l'any 1881.
A mitjans del segle xx, Juli Bonet i Ninot adquireix els terrenys del castell i aixecà un nou edifici, l'any 1964, amb pedres procedents del poble abandonat de Torlanda.